# Distrito electoral de Omadi (condado de Dakota, Nebraska)
Omadi (en inglés: Omadi Precinct) es un distrito electoral ubicado en el condado de Dakota en el estado estadounidense de Nebraska. En el Censo de 2010 tenía una población de 1040 habitantes y una densidad poblacional de 6,78 personas por km².

## Geografía
Omadi se encuentra ubicado en las coordenadas 42°18′28″N 96°28′24″O / 42.30778, -96.47333. Según la Oficina del Censo de los Estados Unidos, Omadi tiene una superficie total de 153.5 km², de la cual 151.72 km² corresponden a tierra firme y (1.16%) 1.78 km² es agua.

## Demografía
Según el censo de 2010, había 1040 personas residiendo en Omadi. La densidad de población era de 6,78 hab./km². De los 1040 habitantes, Omadi estaba compuesto por el 95% blancos, el 0% eran afroamericanos, el 3.08% eran amerindios, el 0% eran asiáticos, el 0% eran isleños del Pacífico, el 0.58% eran de otras razas y el 1.35% pertenecían a dos o más razas. Del total de la población el 1.63% eran hispanos o latinos de cualquier raza.